# Village urbain Bassin-de-la-Lièvre
 (novembre 2024).
Si vous disposez d'ouvrages ou d'articles de référence ou si vous connaissez des sites web de qualité traitant du thème abordé ici, merci de compléter l'article en donnant les références utiles à sa vérifiabilité et en les liant à la section « Notes et références ».
Le village urbain Bassin-de-la-Lièvre est l'un des 20 villages urbains de Gatineau. Il correspond essentiellement à l'ancienne ville de Masson-Angers qui a été fusionnée à la ville de Gatineau en 2002.
En 2006, le territoire compte 8 740 personnes. Masson, à l’est, regroupe à peine 1 500 personnes, et Angers à l’ouest, a une population d’environ 6 700 personnes.